# Jardin Pierre-Seghers
Le jardin Pierre-Seghers est un jardin public du 20e arrondissement de Paris, en France.

## Situation et accès
Le jardin est accessible par la rue de Ménilmontant.
Il est desservi par la ligne 3 bis à la station Pelleport.

## Origine du nom
Il rend hommage au poète et éditeur Pierre Seghers (1906-1987).

## Historique
Le jardin est créé en 2000.